# Tamirat Layne
Tamirat Layne (1955–) Etiópia első miniszterelnöke volt az etióp polgárháború utáni demokratikus átalakulás során.

## A forradalom idején
Az etióp polgárháború során, az 1980-as években a Derg és Mengisztu Hailé Mariam diktatúrája ellen harcoló Amhara Nemzeti Demokrata Mozgalom, majd az ellenzéki csoportokat összefogó koalíciós Etióp Népi Forradalmi Demokrata Front vezetője volt.

## Politikai pályája 1991-2000
A győzelem után a párt három vezetőjének egyikeként az Ideiglenes Kormányban a miniszterelnöki tisztséget kapta meg, míg társai Meles Zenawi az elnöki posztot, Siye Abraha pedig a védelmi miniszteri tárcát szerezték meg.
1995-96-ban védelmi miniszter volt, majd amikor Meles Zenawi lett a miniszterelnök, Tamirat Layne a miniszterelnök-helyettesi posztot kapta meg.
1996 októberében Meles Zenawi mindkét tisztségéből elmozdította. 
1997-ben korrupció sikkasztás, valamint textil és kávé illegális exportálásának vádjával letartóztatták, 2000-ben pedig 18 éves börtönbüntetésre ítélték.

## Kiszabadulása
2008 decemberében jó magaviseletéért szabadlábra helyezték. Családja közben az Amerikai Egyesült Államokba települt át, jelenleg a kiutazási engedélyére vár. A börtönben áttért az evangélikus vallásra, kiszabadulása után pedig kijelentette, hogy ezután semmiféle politikai tevékenységet nem kíván folytatni.

## Fordítás
- Ez a szócikk részben vagy egészben  a   Tamirat Layne című angol Wikipédia-szócikk fordításán alapul.  Az eredeti cikk szerkesztőit annak laptörténete sorolja fel. Ez a jelzés csupán a megfogalmazás eredetét és a szerzői jogokat jelzi, nem szolgál a cikkben szereplő információk forrásmegjelöléseként.